# Fórum udržitelného rozvoje
Fórum udržitelného rozvoje Rady vlády pro udržitelný rozvoj (FUR RVUR) je příležitostné setkání, které pořádá Rada vlády pro udržitelný rozvoj za účelem vytvoření veřejného prostoru pro diskuzi o jednotlivých aspektech, cílech a principech udržitelného rozvoje a jeho implementaci v České republice.
Činnost FUR RVUR byla od začátku silně provázána s činností Rady vlády pro udržitelný rozvoj (dále jen Rada či RVUR). U jeho zrodu pak stál český ekolog a politik Ivan Rynda a další zástupci RVUR, environmentálních organizací i akademické sféry (např. Společnosti pro trvale udržitelný život a Centra pro otázky životního prostředí Univerzity Karlovy).

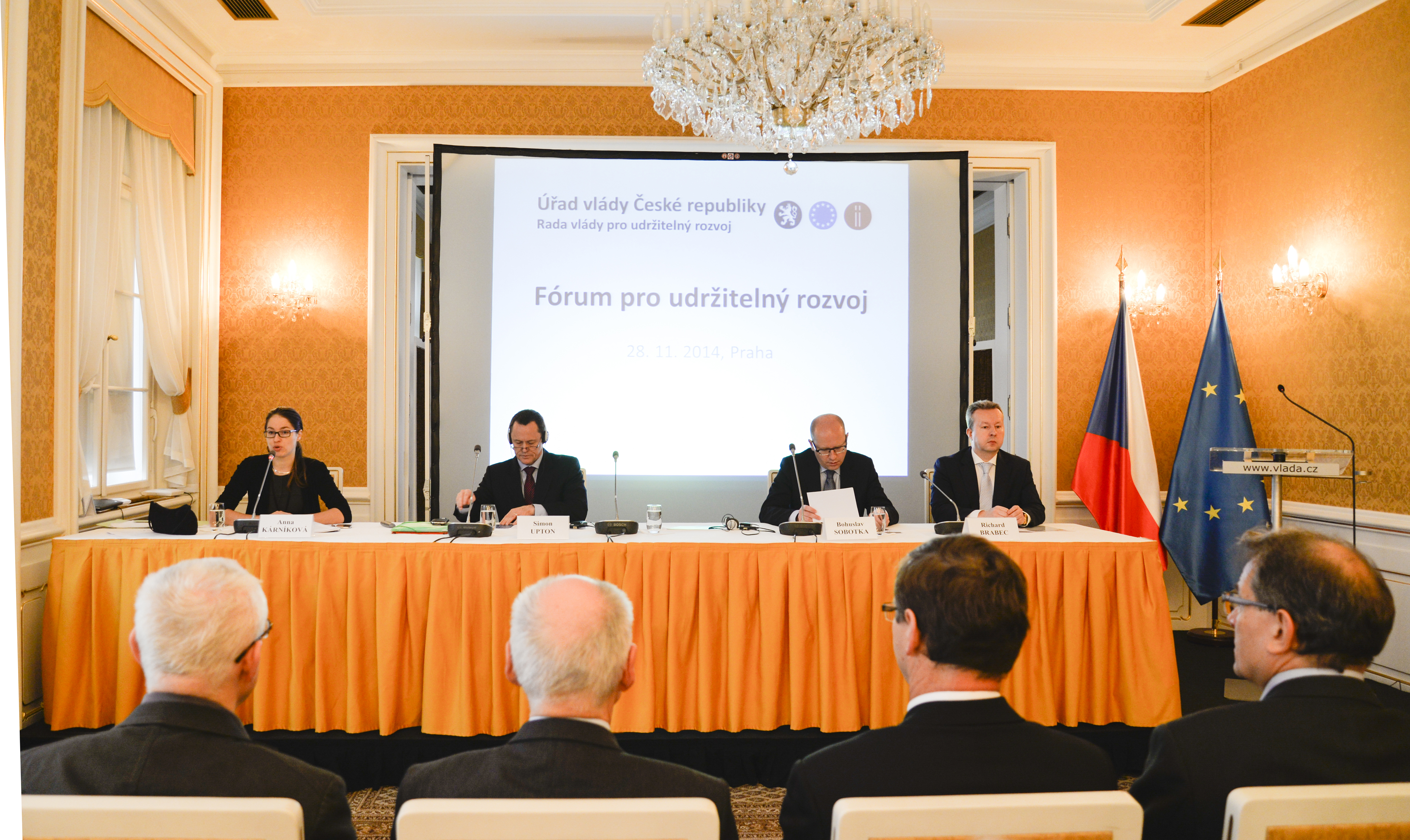
Zahájení Fóra pro udržitelný rozvoj 2014

## Historie
První FUR RVUR se uskutečnilo v roce 2004. Poté se konalo každoročně až do roku 2009, kdy se uskutečnil dosud poslední šestý ročník. Poté byla, z důvodů politické nepřízně činnost Rady i FUR RVUR pozastavena. Po restrukturalizaci RVUR v roce 2014 byla obnovena i činnost Fóra udržitelného rozvoje. V pořadí tedy již sedmé FUR RVUR se uskutečnilo 28. 11. 2014 v pražském Lichtenštejnském paláci. Fórum zahájil premiér České republiky a předseda RVUR Bohuslav Sobotka, hlavním hostem Fóra byl Simon Upton, ředitel Direktorátu OECD pro životní prostředí a význačný protagonista zeleného růstu.
Druhé Fórum udržitelného rozvoje proběhlo 17. prosince 2015, byl na něm zhodnocen současný stav udržitelného rozvoje v České republice a proběhla debata o připravované koncepci strategického rozvoje České republiky do roku 2030.
Třetí Fórum udržitelného rozvoje se konalo 20. prosince 2016. Věnovalo se strategickému dokumentu s názvem Česká republika 2030. Hlavní příspěvek pronesl předseda vlády a Rady vlády pro udržitelný rozvoj Bohuslav Sobotka. Jedním z hlavních řečníků Fóra byl Pavel Kabat, ředitel Mezinárodního institutu aplikovaných systémových analýz (IIASA). Profesor Kabat představil projekt „Svět v roce 2050“ (The World in 2050: Pathways Towards a Sustainable Future), který vyvíjí modely a systémy hodnocení jednotlivých cest k udržitelnému rozvoji.
Vedle profesora Kabata diskutovali o budoucnosti například Petr Kalaš z ministerstva životního prostředí, náměstkyně místopředsedy vlády pro vědu, výzkum a inovace Lucie Orgoníková, ředitelka neziskové organizace Byznys pro společnost Pavlína Kalousová, Bedřich Moldan z Centra pro otázky životního prostředí, Silvie Pýchová ze vzdělávací společnosti EDUin nebo poradce ministra zahraničních věcí Petr Drulák.
Čtvrté Fórum udržitelného rozvoje se konalo 12. prosince 2017 zaměřilo na téma digitalizace a automatizace. Ta přináší hlubokou proměnu ekonomiky i vnímání světa. Pro veřejnou správu přináší celou řadu nových úkolů, nejen v komunikaci mezi občanem a státem, ale především kvůli proměně pracovního trhu. Zahraniční host Pier Luigi Sacco z Mezinárodní univerzity pro lingvistiku a média v Miláně upozornil, jak V digitalizovaném světě roste důležitost kultury. 
Na Fóru pro udržitelný rozvoj se nad digitalizací zamýšleli i zástupci veřejné správy, soukromých firem a akademické sféry. V rámci odpoledního programu Fóra pro udržitelný rozvoj byly uděleny Ceny ministra životního prostředí za dlouhodobý a systémový přístup k udržitelnému rozvoji nejlepším realizátorům místní Agendy 21.

## Činnost
Činnost FUR RVUR je deklarována v rámci Statutu RVUR ze 6. srpna 2003 (v článku 8 Fórum pro udržitelný rozvoj) následovně:
- (1) Pro usnadnění široké veřejné diskuse a maximální informovanosti veřejnosti o  klíčových záležitostech udržitelného rozvoje svolává předseda Rady nejméně jednou ročně Fórum.
- (2) K účasti na Fóru je zvána široká veřejnost, tj. především zástupci dalších ústředních orgánů státní správy a všech hlavních zájmových skupin.
- (3) Program Fóra stanoví Rada, zasedání Fóra řídí předseda Rady nebo jím pověřený místopředseda Rady. Předseda Rady informuje Fórum o činnosti Rady.
- (4) O podnětech a doporučeních vzešlých z jednání Fóra informuje předseda Radu a zohledňuje je v její činnosti.

FUR RVUR má sloužit k co nejširší veřejné diskusi, komunikaci a k informování veřejnosti. FUR RVUR sehrálo důležitou úlohu v lokálních aktivitách zaměřených na udržitelný rozvoj, především pak v přípravě strategie udržitelného rozvoje (strategického rámce udržitelného rozvoje České republiky). Mělo inspirativní vliv na řadu dalších aktivit: kromě ovlivnění akademického diskurzu i veřejného povědomí o problematice UR ovlivnilo i množství dílčích projektů. Osobnosti, které se podílely na činnosti FUR RVUR sehrály důležitou úlohu i v národní síti Zdravých měst ČR. V poslední době pak proběhla další Fóra udržitelného rozvoje, která již nebyla organizována RVUR a zaměřovala se na problematiku udržitelnosti v rámci jednotlivých regionů.